# 真也加ステファン
真也加 ステファン（まやか ステファン、旧名・ステファン・マニャング・マヤカ、1972年11月27日 - ）は、ケニア出身で日本国籍の陸上競技の元選手（長距離種目）・指導者。桜美林大学陸上競技部駅伝監督。山梨学院大学付属高等学校、山梨学院大学卒業。身長165cm、体重52kg。血液型A型。

## 略歴・人物
ケニアでは山梨学院大学での先輩にあたるジョセフ・オツオリと同じ高校に在籍していた。1990年、交換留学で山梨学院大学付属高等学校へ留学。高校時は日本ジュニア陸上競技選手権大会の10000m優勝など好成績を残した。1992年4月、山梨学院大学商学部へ入学し陸上競技部に所属した。出雲駅伝・全日本大学駅伝・箱根駅伝に出場し、数度にわたる母校の優勝に貢献した。同学年のライバルである早稲田大学の渡辺康幸と鎬を削った。1996年3月、山梨学院大学を卒業。
1996年4月、ダイエーに入社するも事業縮小から廃部の憂き目に遭い、1998年4月、日立電線マラソン部に移籍した。大学4年時の1995年からダイエー在籍時1997年の札幌国際ハーフマラソンでは3連覇を達成した。4連覇を目指した1998年の第41回大会ではアトランタ五輪男子マラソンの銅メダリストエリック・ワイナイナが優勝、同じく男子マラソン金メダリストのジョサイア・チュグワネ（5着）には先んじたが、マヤカは3着に終わった。
1999年12月に元陸上女子選手で、1994年東京国際女子マラソン2位・1995年世界陸上イェーテボリ大会女子マラソン代表などの実績を持つ盛山玲世と結婚し、2児（一男一女）がいる。
2005年8月に日本国籍を取得。2006年4月、群馬県高崎市にある創造学園大学陸上競技部のコーチに就任して同部の指導にあたり、2008年の第85回箱根駅伝予選会に同大学初のエントリーを果たした。
2009年度より、同大学陸上競技部監督に就任したが、2013年3月に大学は閉校した。
2013年4月に桜美林大学陸上競技部駅伝監督に就任。

## 主な戦績
- 1990年 日本ジュニア陸上競技選手権大会　10000m優勝
- 1992年 日本学生陸上競技対校選手権大会　5000m4位(14分3秒75)、10000m2位(28分53秒19)
- 1992年 第4回出雲駅伝6区区間賞 32分53秒 アンカーとして順天堂大学を抜き、山学大2連覇に貢献
- 1992年 第24回全日本大学駅伝8区区間賞 57分48秒（区間新）
- 1993年 第69回箱根駅伝2区区間賞 1時間08分26秒
- 1993年 日本選手権　10000m優勝 28分25秒24
- 1993年 日本学生陸上競技対校選手権大会　10000m優勝 28分58秒90
- 1993年 第5回出雲駅伝6区区間賞 33分26秒 早稲田大学櫛部静二を抜き、山学大3連覇に貢献
- 1993年 第25回全日本大学駅伝3区区間賞 27分05秒（区間新）
- 1994年 第70回箱根駅伝2区区間賞 1時間07分34秒（区間記録タイ） 山学大総合優勝に貢献
- 1994年 日本学生陸上競技対校選手権大会　10000m優勝 28分27秒46（大会新）
- 1994年 第6回出雲駅伝6区区間賞 32分32秒 山学大4連覇に貢献
- 1994年 第26回全日本大学駅伝1区区間賞 42分38秒（区間新）
- 1995年 第71回箱根駅伝2区区間2位 1時間07分20秒 山学大連覇に貢献
- 1995年 東京シティハーフマラソン 5位 1時間01分16秒
- 1995年 日本学生陸上競技対校選手権大会　5000m3位(14分1秒93)、10000m優勝(28分49秒36) 同種目3連覇達成
- 1995年 第38回札幌国際ハーフマラソン優勝 1時間01分43秒（大会新）
- 1995年 第7回出雲駅伝6区区間賞 32分32秒 山学大5連覇に貢献
- 1996年 第72回箱根駅伝2区区間3位 1時間09分26秒
- 1996年 第39回札幌国際ハーフマラソン優勝 1時間02分02秒
- 1997年 第40回札幌国際ハーフマラソン優勝 1時間03分57秒

## ベスト記録
- 5000メートル競走　13分50秒08（1994年）
- 10000メートル競走　28分1秒48（1996年）
- 10マイル　46分46秒 (1998年)
- ハーフマラソン　1時間01分16秒 (1995年)
- マラソン　2時間19分11秒 (2005年)

## エピソード
- 娘の真也加ジェルーシャ有里も陸上選手で、高校卒業後は実業団のTOTOに入り、2022年より大塚製薬に移籍している。
- 息子の真也加チュイ大夢はプロサッカー選手で、2025年よりFC町田ゼルビアユースからトップチームに昇格。
- 1995年2月、山梨学院大学陸上部の早朝練習で先頭を走りランニングを行なっていた際、血を流して倒れていた男性を発見し、民家を通じて110番通報を行なったことがある。この男性は殺人事件の被害者であった。
- 2008年秋、TBS「オールスター感謝祭」の赤坂5丁目ミニ駅伝に、エリック・ワイナイナと共に参加したが、当初、参加予定だった北京五輪マラソン金メダリストのサムエル・ワンジルが、乗っているはずの飛行機から降りてこず不参加となった。このため駅伝はワイナイナが2回走ることになった。
- 2008年北京オリンピックでは男子マラソンの金メダリストに輝いたサムエル・ワンジルを支援した[7]。